# Bedford (Familienname)
Bedford ist ein englischer Familienname.

### B
- Barbara Bedford (Schauspielerin) (Violet May Rose; 1903–1981), US-amerikanische Schauspielerin
- Barbara Bedford (Schwimmerin) (Barbara Jane „B. J.“ Bedford; * 1972), US-amerikanische Schwimmerin
- Brenda Bedford (* 1937), britische Kugelstoßerin und Diskuswerferin
- Brian Bedford (Fußballspieler) (1933–2022), walisischer Fußballspieler
- Brian Bedford (Schauspieler) (1935–2016), britischer Schauspieler

### C
- Clayton Wing Bedford (1885–1933), US-amerikanischer Chemiker

### D
- David Bedford (Musiker) (1937–2011), britischer Komponist und Musiker
- David Bedford (Leichtathlet) (* 1949), englischer Leichtathlet

### E
- Eric Bedford (1928–2006), australischer Politiker, Mitglied der Legislativversammlung und Minister von New South Wales
- Ethel Bedford-Fenwick (1857–1947), britische Krankenschwester und Gründerin des ICN

### F
- Francis Donkin Bedford (1864–1954), britischer Illustrator
- Frederick Bedford (1838–1913), britischer Admiral der Royal Navy sowie Gouverneur von Western Australia

### G
- Gerald Augustus Harold Bedford (1891–1938), britischer Milbenkundler in Südafrika
- Gunning Bedford Sr. (1742–1797), US-amerikanischer Politiker, von 1796 bis 1797 Gouverneur des Bundesstaates Delaware
- Gunning Bedford, Jr. (1747–1812), US-amerikanischer Politiker und Jurist
- Gunning S. Bedford (1806–1870), US-amerikanischer Arzt und Geburtshelfer

### H
- Harry Bedford (1899–1976), englischer Fußballspieler
- Heinrich Bedford-Strohm (* 1960), deutscher systematischer Theologe, Landesbischof und EKD-Ratsvorsitzender

### I
- Ian Bedford (1930–1966), britischer Cricketspieler

### J
- James Bedford (1893–1967), US-amerikanischer Psychologe
- Jan Bedford (* 1945), australische Turnerin

### K
- Kodie Bedford, australische Drehbuchautorin

### L
- Luke Bedford (* 1978), britischer Komponist

### M
- Mary Bedford (1907–1997), südafrikanische Schwimmerin
- Martyn Bedford (* 1959), britischer Schriftsteller

### P
- Paddy Bedford (1922–2007), australischer Maler der Aborigines

### R
- Randolph Bedford (1868–1941), australischer Schriftsteller
- Rebecca Bedford (* 1998), englische Badmintonspielerin
- Reginald Bedford (19093–1985), kanadischer Pianist und Musikpädagoge
- Richard Perry Bedford (1883–1967), britischer Kunsthistoriker und Bildhauer
- Ronnie Bedford (1931–2014), US-amerikanischer Jazz-Schlagzeuger
- Ryan Bedford (* 1986), US-amerikanischer Eisschnellläufer

### S
- Simon Bedford (* 1976), englischer Snookerspieler
- Steuart Bedford (1939–2021), britischer Pianist und Dirigent
- Sybille Bedford (1911–2006), deutsch-britische Journalistin und Schriftstellerin

### T
- Tommy Bedford (* 1942), südafrikanischer Rugby-Union-Spieler